# 平井文夫
平井 文夫（ひらい ふみお、1959年8月9日 - ）は、日本のジャーナリスト、政治評論家、フジテレビ客員解説委員。主に国内政治及び外交などを専門としている。

## 人物
長崎県長崎市生まれ、山口県防府市出身。父親は医師で、田中角栄や昭和天皇の病状報道についてアドバイスを得ていたという。山口県立防府高等学校卒業。1982年、立命館大学経済学部卒業。大学時代には探検部に所属するとともに単身で世界15ヶ国を旅した。
大学卒業後、1982年にフジテレビジョンに入社。『スーパータイム』ディレクターを経て社会部では厚生省や宮内庁を担当した。1989年の昭和天皇崩御の際は宮内庁前から中継を担当した。
社会部記者を経て、1989年春に外信部へ次期海外特派員含みで異動した数ヶ月後、北京で起きた六四天安門事件を部長に志願して現地取材した。報道局外信部ワシントン特派員、『ニュースJAPAN』プロデューサー、首相官邸キャップ、報道センター編集長、取材センター室長兼政治部長、報道局専任局長、解説副委員長などを経て、2016年2月から上席解説委員に就任した。
2019年8月31日付で37年勤めたフジテレビを定年退職したが、9月1日付でフジテレビと新たな労働契約（5年間の嘱託）を結んだ。その契約が満了する2024年8月31日付でフジテレビを退社した。
2020年4月から母校の立命館大学で客員教授となる。

## 問題となった発言
- 2020年10月5日、『バイキングMORE』において、菅義偉内閣の日本学術会議候補任命拒否問題に関連し、「6年在籍すれば日本学士院に行き終身で多額の年金がもらえる」などと説明し、『毎日新聞』 [9]や『朝日新聞』[10]などの大手メディア、『BuzzFeed Japan』[11]『ハフポスト』 [12]『LITERA』 [13]などのネットメディアやファクトチェックサイト、野党議員[14]など、各所から事実と異なると批判された。翌日、番組側から発言について「誤った印象を与える」内容であったとの「補足と訂正」があったが[15]、本人からの訂正や謝罪はない[16] 。平井は事前にツイッターで学術会議が「中国千人計画に参加させている」と主張する門田隆将 の『WiLL』掲載文を引用し「こういう時に一番頼りになるのが門田隆将だ」と投稿していた[17] が、これは学術会議も内閣府もデマであると認めている[18]。
- 2020年11月5日、「FNNプライムオンライン」において、2020年アメリカ合衆国大統領選挙の結果について、リアルクリアポリティクスがペンシルベニア州でのジョー・バイデンの当確を取り消し、バイデンの獲得選挙人の数が過半数の270人を下回ったと報道[19][20]。しかし、リアルクリアポリティクスはもともとペンシルベニア州の当確情報を確定させておらず、当確を取り消したという事実は存在しなかった[21]。平井は誤りを認め、トランプの元・側近のルドルフ・ジュリアーニ 
（元・ニューヨーク市長）のツイートをもとに書いたと説明して記事を訂正、また自身のコラム『言わねばならぬ』の当該記事も削除した。翌12日には記事自体が削除された[22]。

## 主な略歴
- 1982年 - フジテレビジョン入社
- 1990年 - ワシントン特派員（米大統領選挙や湾岸戦争等を取材）
- 1994年 - 政治部野党、自民党、官邸キャップ（村山政権や橋本政権や小渕政権を取材）
- 1998年 - 「ニュースJAPAN」「スーパーニュース」プロデューサー
- 2000年 - 政治部デスク 兼 FNN選挙本部事務局長
- 2005年 - 報道センター編集長
- 2008年 - 取材センター長 兼 政治部長
- 2010年 - 報道局専任局長
- 2011年 - 解説副委員長
- 2016年 - 上席解説委員[23]
- 2024年 - フジテレビジョンを退社し、客員解説委員[24]となる。

## 出演番組

### 過去
| 期間          | 期間          | 番組名                    | 役職                 | 担当日     | 備考                                       |
| ------------- | ------------- | ------------------------- | -------------------- | ---------- | ------------------------------------------ |
| 2009年10月4日 | 2018年4月1日  | 新報道2001                | コメンテーター       | 日曜日     |                                            |
| 2010年6月28日 | 2011年3月21日 | ニュースJAPAN             | コメンテーター       | 月曜日     | 以前は、プロデューサーを担当               |
| 2018年4月8日  | 2019年3月31日 | 報道プライムサンデー      | ゲストコメンテーター | 隔週日曜日 |                                            |
| 2020年5月25日 | 2020年10月5日 | バイキング→バイキングMORE | 国政解説パート       | 月曜日     | 降板の詳細は、前述の問題となった発言を参照 |
| 2020年9月20日 | 2020年9月20日 | ワイドナショー            | ゲスト出演           | 日曜日     |                                            |